# Pepita D
Pour les articles homonymes, voir Pepita (homonymie).
Pépita Djoffon, connue Pépita D, est une styliste modéliste béninoise. Créatrice de la marque « Pépita D », elle est présente à de grandes manifestations de mode en Afrique et en Europe.

## Biographie

### Enfance et formations
En 1988, Pépita D fait sa formation à l'École supérieure des arts et techniques de la mode ( ESMOD) de Paris et y obtient son diplôme de stylisme modélisme. Pour se perfectionner, elle fait des stages au sein de maisons de couture de renom de Paris.

### Carrière
Elle entame sa carrière de styliste en organisant son premier défilé de mode à succès à l'âge de 20 ans. Elle rentre ensuite à Cotonou avec son diplôme de styliste et ouvre son atelier en 1992. Pépita D est sollicitée dans de nombreux évènements en Afrique comme en Europe  notamment Salon du Prêt-à-porter de Paris de 1993 à 1995, défilé de mode inaugural du Salon International de l’Artisanat de Ouagadougou (SIAO) au Burkina Faso en octobre 1994, Modafolies à Cotonou en décembre 1995, Simatex à Dakar (Sénégal) en décembre 1997. Par ailleurs, elle participe aux deux premières éditions du  Festival International de la Mode Africaine (FIMA) en 1998 et 1999, à Koras Fashion Award à Sun City (Afrique du Sud) en octobre 1999, à Tendances Party en 2006, à Ghana Fashion Week en 2009, à AfrikFashionShow  à Abidjan (Côte d’Ivoire) en 2012, aux éditions 2006, 2008, 2009 puis 2013 de SiraVision à Dakar (Sénégal).
Le mercredi 28 septembre 2016, elle est élue présidente de l’Association des Créateurs de Mode du Bénin.

## Distinctions
Pépita D est nommée pour l'Oscar de la mode africaine à Abidjan en 1998. Elle reçoit le 2ème prix du Festival de la culture, de l’art et de la mode (ECO FEST)  en février 2002 au Nigéria; et est ambassadrice du Fonds des Nations unies pour les populations (FNUAP- Bénin) de 2002 à 2005.

## Philanthropie
Pépita D organise un défilé de mode au profit des enfants atteints de noma au Centre international des conférences de Cotonou (Cic) le vendredi 13 février 2009. Dans son rôle d'ambassadrice FNUAP-Bénin, elle sensibilise les filles sur les risques des IST.